# Antoine Scopelliti
Antoine Scopelliti O.SS.T. (ur. 9 kwietnia 1939 w Gallico Superiore, zm. 22 października 2023 w Reggio Calabria) – włoski duchowny rzymskokatolicki posługujący na Madagaskarze, w latach 1993–2015 biskup Ambatondrazaka.

## Życiorys
Święcenia kapłańskie przyjął 18 grudnia 1965. 21 stycznia 1991 został prekonizowany biskupem koadiutorem Ambatondrazaka. Sakrę biskupią otrzymał 5 maja 1991. 6 marca 1993 objął urząd ordynariusza. 11 kwietnia 2015 przeszedł na emeryturę.